# Vepris elliotii
Vepris elliotii är en vinruteväxtart som först beskrevs av Ludwig Radlkofer, och fick sitt nu gällande namn av Verdoorn. Vepris elliotii ingår i släktet Vepris och familjen vinruteväxter. Inga underarter finns listade i Catalogue of Life.